# Michael Stuhlbarg
Michael S. Stuhlbarg (Long Beach, 5 de julho de 1968) é um ator estadunidense de cinema, teatro e televisão. Conhecido pelos papéis de Arnold Rothstein, na série de televisão Boardwalk Empire (2010–2013), o professor universitário problemático Larry Gopnik, na comédia de humor negro de 2009 A Serious Man, Griffin, o alienígena capaz de ver infinitos possíveis resultados de qualquer ação, em Men in Black 3 (2012), Dr. Flicker no filme de Woody Allen, Blue Jasmine (2013), o cientista e inventor Andy Hertzfeld, no filme de 2015 Steve Jobs, o agente Halpern, da CIA, no filme de 2016 A Chegada, de Denis Villeneuve, e o professor Perlman, no filme de 2017 Me Chame pelo seu Nome, de Luca Guadagnino. Seu trabalho mais recente foi como o Dr. Robert Hoffstetler, no filme A Forma da Água, de Guillermo del Toro.

## Carreira
Nascido em Long Beach, Califórnia, seus pais se chamam Susan e Mort Stuhlbarg, de família judaica tradicional. Estudou na conceituada Juilliard School e também estudou teatro no National Youth Theatre da Grã-Bretanha, na Universidade de Londres e na Universidade da Califórnia em Los Angeles, onde estudou interpretação. Também estudou com Marcel Marceau. É casado com Mai-Linh Lofgren.
Após a universidade, ele se tornou um ator de teatro, aparecendo em várias produções, incluindo o premiado desempenho em Old Wicked Songs, em 1996; o Dia da Longa Jornada Noite Adentro, em 1997; e um Drama Desk Award de Melhor ator coadjuvante em um jogo de The Pillowman , em 2005 (para os quais ele também recebeu o Prêmio Tony, sua primeira nomeação).
Ele já apareceu em vários programas de TV, incluindo Law & Order , Ugly Betty e The American Experience.
Atualmente, interpreta o chefe do crime organizado Arnold Rothstein na série Boardwalk Empire do canal HBO.
Sua participação no cinema foi limitada a poucos papéis pequenos, incluindo o de um advogado no filme Body of Lies de Ridley Scott, e o de um consultor de fundos no filme ''Cold Souls'' de Sophie Barthes, até que, em 2009, teve o seu primeiro papel principal em um filme dos Irmãos Coen, na comédia Um Homem Sério, como o conturbado professor universitário dos anos 1960 Larry Gopnik, cujo papel lhe fez ganhar o Globo de Ouro.

## Filmografia
| Ano       | Filme                                       | Papel                  |  |
| --------- | ------------------------------------------- | ---------------------- |  |
| 1998      | A Price Above Rubies                        | Jovem Hassid           |  |
| 2001      | The Grey Zone                               | Cohen                  |  |
| 2006-2007 | Studio 60                                   | Jerry                  |  |
| 2006-2010 | The American Experience                     | Diversos papéis        |  |
| 2008      | Law & Order                                 | Timothy Pace           |  |
| 2008      | Body of Lies                                | Ferris                 |  |
| 2008      | Afterschool                                 | Sr. Burke              |  |
| 2009      | Cold Souls                                  | Hedge Fund             |  |
| 2009      | A Serious Man                               | Larry Gopnick          |  |
| 2009      | Ugly Betty                                  | Heinrich               |  |
| 2010      | Boardwalk Empire                            | Arnold Rothstein       |  |
| 2011      | A Invenção de Hugo Cabret                   | Rene Tabard            |  |
| 2012      | Homens de Preto III                         | Griffin                |  |
| 2013      | Blue Jasmine                                | Dr. Flicker            |  |
| 2015      | Trumbo                                      | Edward G. Robinson     |  |
| 2015      | Steve Jobs                                  | Andy Hertzfeld         |  |
| 2016      | A Chegada                                   | Agente Halpern         |  |
| 2017      | Me Chame pelo seu Nome                      | Mr. Perlman            |  |
| 2017      | A Forma da Água                             | Dr. Robert Hoffstetler |  |
| 2017      | The Post                                    | Abe Rosenthal          |  |
| 2020      | Shirley                                     | Stanley Edgar Hyman    |  |
| 2020      | Salvatore: Shoemaker of Dreams              | Narrador               |  |
| 2021      | Beckett                                     | Robert "Bob" Hanson    |  |
| 2022      | Doctor Strange in the Multiverse of Madness | Nicodemus West         |  |
| 2022      | Bones and All                               | Jake                   |  |
| 2024      | The Instigators                             | Mr. Besegai            |  |
| 2025      | After the Hunt                              | Frederik Olsson        |  |